# 五秒规则
五秒规则，或稱五秒鐘理論、五秒不沾菌、五秒定律等，是一种世界范围内广泛存在的迷信说法，用于判断掉在地上的食物是否可以食用。其核心理论阐述为：如果食物掉在地上后五秒内被拾起，则该食物可以安全地食用。根据说法，这是因为细菌或任何有害物质，在五秒内是很难对物质（食物）进行渗透。也有人认为这种说法单纯只是为了减少人们对食物的浪费。
五秒规则的原始版本已不可考。目前流传的版本包括“三秒规则”“七秒规则”“五分规则”等。在某些版本中，拾起食物的时限甚至被延长到食物最终被找到。

## 食物
该规则经常被用于饼干等零食。支持该规则的人认为，落地五秒内有害细菌无法感染食品。例如：将糖果递给朋友时，如果糖果不慎失手落地，就会陷入尴尬的氛围。若此时立刻拾起糖果并宣称适用“五秒规则”，一切就会像没有发生一样，提供心理安慰。
五秒规则通常不适用于以下情况：
- 冰激凌、黄油等有粘性的食品；
- 从别人手里接过的食品。

虽经多方考证，依然不知道该规则的发明者是谁。
有实验表明，干净的地板是安全的（参见相关研究）。不过，五秒内细菌不会从髒地板转移到食物上的想法是错误的。因为引起食品污染的核心，不是尘埃，而是那些肉眼看不见的病菌。这两个因素虽然在通常情况下是有关联，但并不具有绝对关系。比如：打扫得很干净的医院的地板，比起其他看起来很脏的地方，可能会有更多的细菌。

## 相关研究
五秒规则的流行病学研究，于2003年在伊利諾大學的香檳分校（University of Illinois at Urbana-Champaign，UIUC）为期7周的实习期间展开。由当时的高三實習生吉利安·克拉克（Jillian Clarke）主持进行。克拉克同期望成为博士的梅雷迪恩·艾格（Meredith Agle）一道，采样了校园内的各种地板，并在显微镜下进行观察。他们发现地板的大部分地方没有细菌。总结众多的研究结果，他们认为，食物落在干燥的地板上是安全的。
不过，克拉克想要验证在髒地板上五秒规则是否正确。在实验室内，大肠杆菌在光滑的地板和粗糙的地板上都广泛存在。将橡皮软糖和饼干在地板上放置不同的时间，然后再显微镜下观察他们的表面。研究发现，所有的食品都粘上了相当数量的细菌，即便它们与地面接触的时间少于五秒。克拉克的结果是对五秒规则的有效反证。
在该研究中，他们抽样调查了周围人的看法。发现56%的男性和70%的女性都知道五秒规则。其中，女性比男性更容易接受。而接受五秒规则的人认为，饼干和糖果等食品比花椰菜和綠花椰菜等更适用于本规则。
克拉克的研究，获得了2004年度的搞笑诺贝尔奖公共卫生奖。
2007年的一项研究表明，木头、瓷砖和尼龙地毯上的沙门氏菌在曝露于干燥环境下28天后依然能旺盛地繁殖。在曝露八小时后，细菌照样能在五秒内污染面包和博洛尼亚腊肠。食物与瓷砖和尼龙地毯接触长达1分钟后，这种细菌的污染会增加十倍。
探索频道（Discovery Channel）的《流言终结者》（MythBusters）节目曾对五秒规则进行调查。结果发现，哪怕是两秒钟，都足够使得食物被污染。

## 惯用语
當食物遭受污染或令人感到不安但又想吃時，世界各國都有一些用來自我安慰、緩和氣氛的惯用语。
- （葡萄牙語：若吃了不會死就會胖）
- （西班牙語：若吃了不會死就會胖）
- （西班牙語：乾淨的豬不會胖）
- （德國南方：培根是灰塵產生的）
- （德語：灰塵能清潔胃）
- （德語：不會殺死你的東西會讓你更加堅強。）
- （瑞典語：少量灰塵可以把胃擦乾淨）
- （荷蘭語：砂能讓胃更乾淨）
- 大菌食細菌，細菌當補品（粵語）
- 不乾不淨，吃了沒病（漢語）
- 垃圾食，垃圾肥（台語）
- （英語：人死之前會吃掉一斗（約九公升）的灰塵）
- （英語：灰塵是神創造的，不危險的）
- （俄語：灰塵不會危害骯髒的（人類））.
- （丹麥語：人每年需要七磅的灰塵）